# Alvarães (kommun)
Alvarães är en kommun i Brasilien.   Den ligger i delstaten Amazonas, i den nordvästra delen av landet, 2 300 km nordväst om huvudstaden Brasília. Antalet invånare är 14 080.
Följande samhällen finns i Alvarães:
- Alvarães

I omgivningarna runt Alvarães växer i huvudsak städsegrön lövskog. Runt Alvarães är det mycket glesbefolkat, med 2 invånare per kvadratkilometer.